# 松山樹子
松山 樹子（まつやま みきこ、1923年1月10日 - 2021年5月22日）は日本のバレリーナ、振付師。夫の清水正夫とともに松山バレエ団を設立した日本のバレエ界のパイオニアである。長男、清水哲太郎もバレエダンサーであり、松山バレエ団代表を引き継いでいる。兄・松山吉三郎および甥（兄の次男）・松山康久は日本中央競馬会（JRA）所属の元調教師。

## 人物・来歴
鹿児島県姶良郡隼人町（現霧島市隼人町）に生まれる。日本女子経済専門学校（現かえつ有明中学校・高等学校）在学時、アメリカ人教師からメヌエット、マズルカなどのダンスを教わり、バレエに興味を持つ。そこで、在学1年時に日劇ダンシングチームクラシックバレエ科1期生に選ばれて入団。秦豊吉、オリガ・サファイア、そして東勇作に師事。その後、東洋音楽学校（現・東京音楽大学）ピアノ科に入学。1943年に同校卒。
1940年に日劇を退団。翌年、東が設立した「東勇作バレエ団」に入団し、プリマバレリーナとして活躍した。終戦直後の1946年、舞踊評論家・蘆原英了の呼び掛けに応じて東、島田廣、貝谷八百子らが合同で設立した東京バレエ団に参加し、同年8月には日本初公演となる『白鳥の湖』全幕版において、同じ東門下生の半沢かほるとともにパ・ド・ドゥを演じた。また、第2回公演、『ジゼル』ではミルタ役を演じた。
東京バレエ団が間もなく、所属団員による内紛から四分五裂すると、1947年に以前からバレエ鑑賞が趣味で交友があった内務省国土局技官、清水正夫と結婚。翌1948年に自身の団体である松山バレエ団を設立。退職した清水が団長、松山が芸術監督に就任した。以来、『白狐の湯』 (1953年) 、『白毛女』 (1955年) 、『バフチサライの泉』 (1957年) ，『オセロ』 (1961年) 、『祇園祭』 (1963年) などを発表。特に1955年、中国民話を基にした革命歌劇をバレエ化した『白毛女』は中国国内でも高い評価を受け、1958年には周恩来主席の招きで中国公演を実現。以降、日中の文化交流事業に尽くした。
1978年に引退し、以降は松山バレエ学校校長、日本バレエ協会専務理事など後進の指導にあたる他、ローザンヌ国際バレエコンクールの審査員なども勤めた。1980年に芸術祭賞大賞。1985年に紫綬褒章。1994年には勲四等宝冠章を受賞した。
2021年5月22日午前3時40分、急性心不全のため東京都の自宅で死去。98歳没。

## 主な受賞歴
- 芸術祭賞奨励賞（1957年、1963年）
- 日本文化人会議平和文化賞（1959年）
- 橘秋子賞特別賞（1979年）
- 東京新聞舞踊芸術賞（1980年）
- 芸術祭賞大賞（1980年）
- 紫綬褒章（1980年）
- 芸団協芸能功労者表彰（1988年）
- 勲四等宝冠章（1994年）

## 著作
- 『バレエ - 技法と鑑賞』（社会思想研究会出版部） 1961年
- 『バレエの魅力』（講談社） 1978年

### 監修
- 『ミニレディー百科 バレエ入門』（清水哲太郎著、小学館、小学館入門百科シリーズ）